# Oliarus somaliensis
Oliarus somaliensis är en insektsart som beskrevs av Van Stalle 1984. Oliarus somaliensis ingår i släktet Oliarus och familjen kilstritar. Inga underarter finns listade i Catalogue of Life.